# 纖細盜龍屬
纖細盜龍屬（學名：Graciliraptor）是馳龍科小盜龍亞科恐龍的一屬，生存於下白堊紀的中國。
模式種是陸家屯纖細盜龍（G. lujiatunensis），是是在2004年由徐星及汪筱林所描述、命名。屬名在拉丁文意為「纖細的盜賊」；種名則是以化石發現處的陸家屯為名。正模標本（編號IVPP V 13474）是在中國遼寧省的北票市發現，包括了部份上頜骨、接近完整的前後肢、部份脊椎、及一些牙齒。

## 敘述
纖細盜龍的唯一化石包含：部份上頜骨、接近完整的前後肢、部份脊椎、及一些牙齒。纖細盜龍的股骨長度為13公分，身長被估計約90公分長。纖細盜龍是種相當輕型的獸腳類恐龍，中段尾椎、下肢相當延長。尾椎的後關節突延伸至後方尾椎，因此纖細盜龍的尾巴相當堅挺，這是種馳龍科的常見尾部特徵。
纖細盜龍的化石被發現於義縣組的最下層－陸家屯段，中國鳥龍與小盜龍的化石發現於較上層。在化石狀態較好的馳龍科化石中，纖細盜龍是年代最早的一個。馳龍科的化石最早可追溯到侏儸紀中期，但大部分只有牙齒。

## 分類
纖細盜龍是種早期馳龍科，牠們與早期傷齒龍科、鳥翼類具有共同特徵，證實傷齒龍科、馳龍科、鳥翼類之間有接近親緣關係。
徐星、汪筱林認為纖細盜龍是小盜龍的近親，小盜龍的化石發現於年代較晚的九佛堂組，是另一同樣生存於白堊紀中國的馳龍科恐龍。目前都被歸類於小盜龍亞科。

## 外部連結
- 恐龍博物館──纖細盜龍
- page on dromaeosauridae
- page on Graciliraptor, from Sinofossa Institute